# Weißgrauer Breitflügelspanner

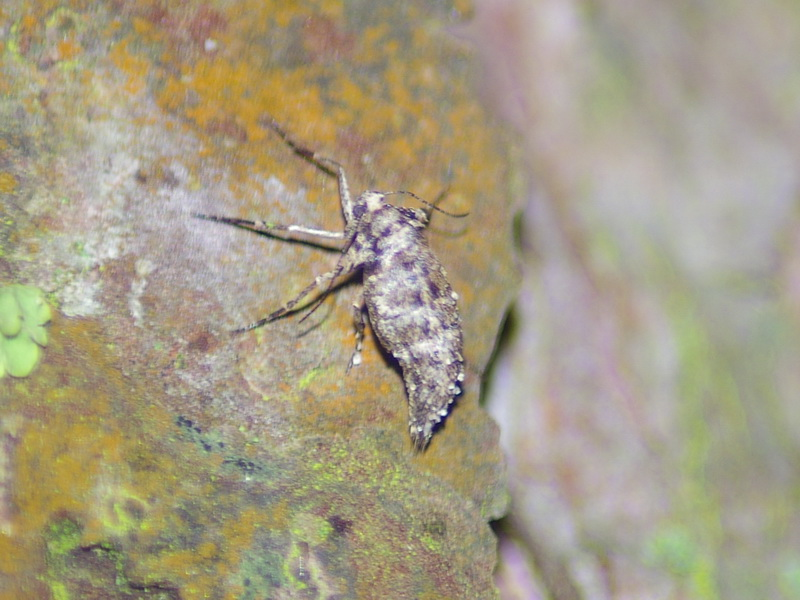
Weibchen

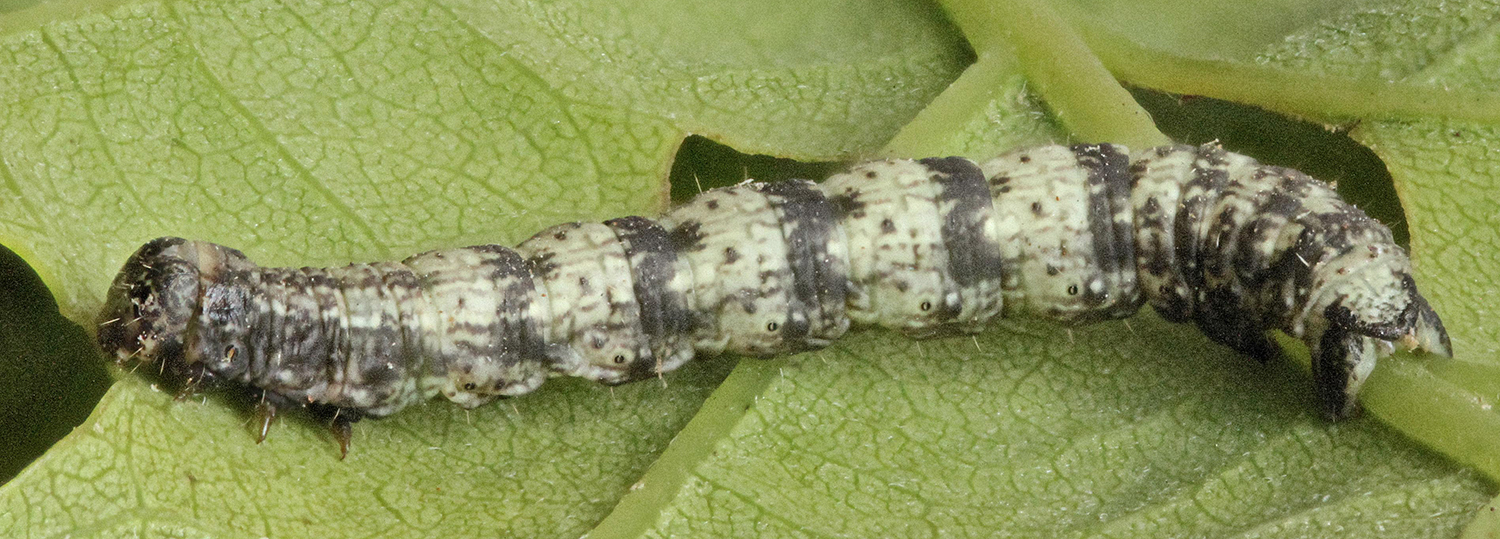
Raupe

Der Weißgraue Breitflügelspanner (Agriopis leucophaearia) ist ein Schmetterling (Nachtfalter) aus der Familie der Spanner (Geometridae).

## Merkmale

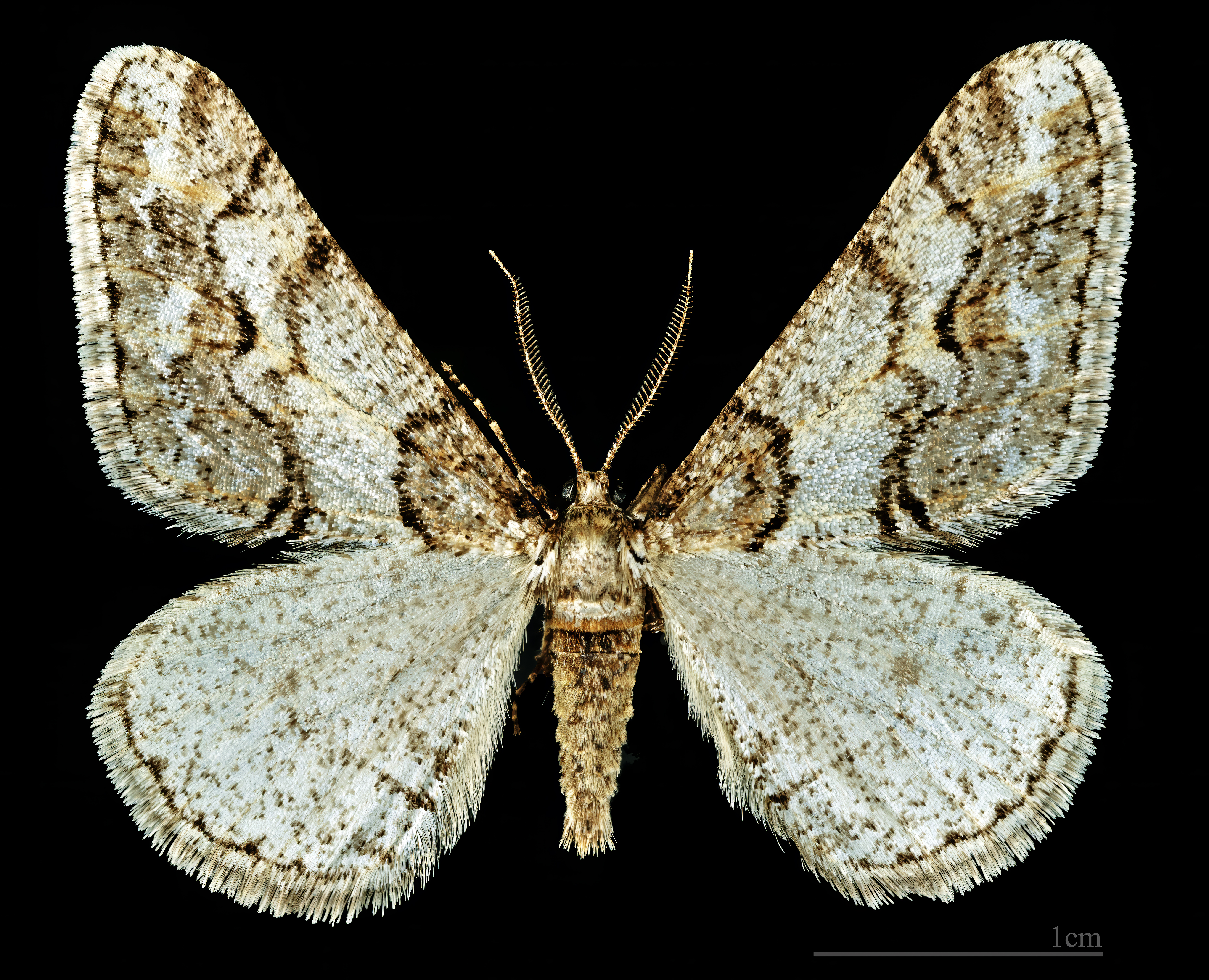
♂
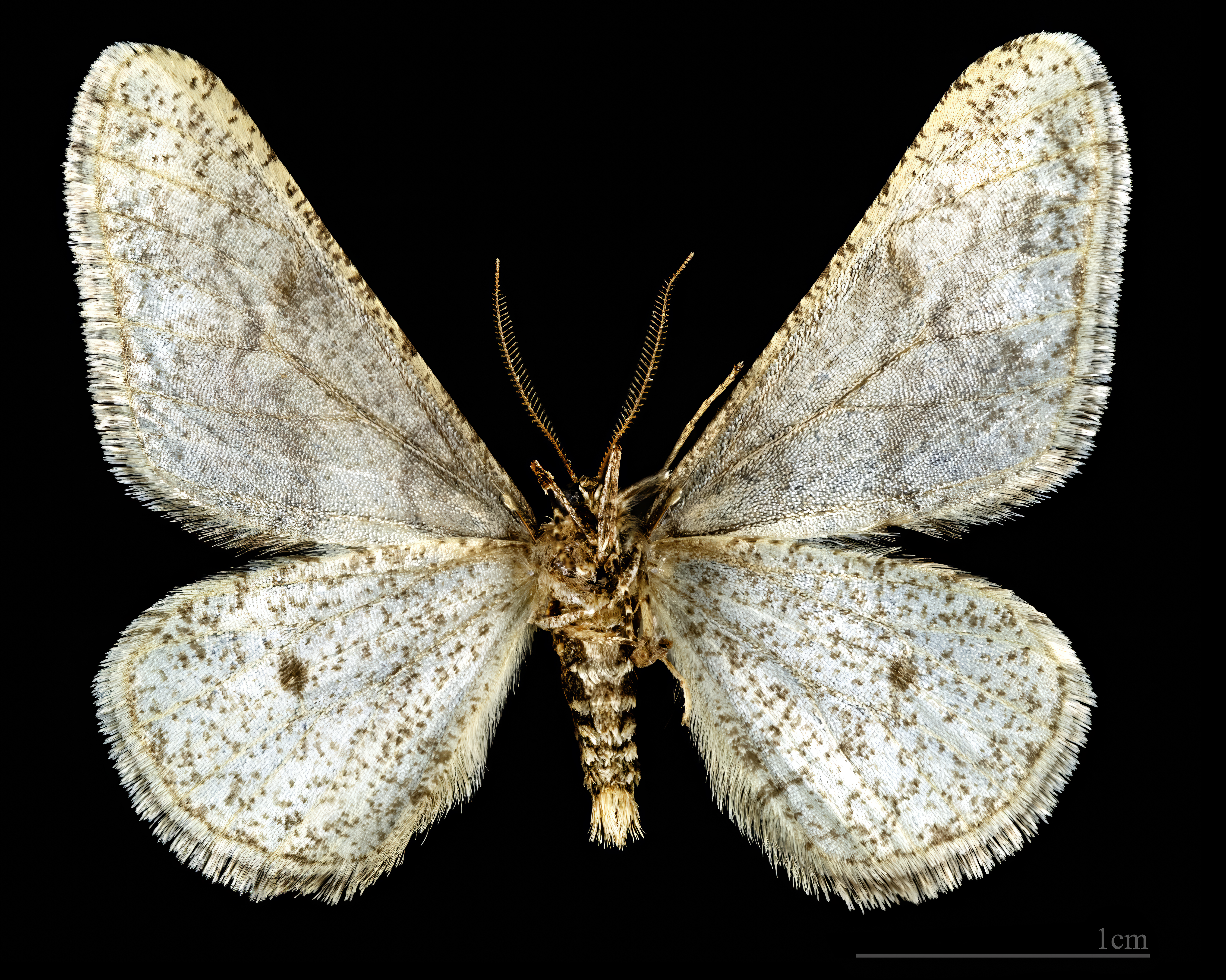
♂ △

Die Schmetterlinge besitzen eine Flügelspannweite von 23–28 mm. Ihre Färbung ist sehr variabel und reicht von annähernd schwarz-weiß bis grau. Über die Vorderflügel verläuft am Rand der Basalregion sowie am äußeren Ende der Diskalregion jeweils ein wellenförmiges schmales schwarzes Band. Außerdem befindet sich am vorderen Flügelrand in der Diskalregion ein schwarzer Fleck. Die Hinterflügel sind hellbeige mit feinen schwarzen Punkten gesprenkelt sowie einem bräunlichen Saum. Die Flügel der Weibchen sind zurückgebildet. Die Raupen besitzen ein schwarz-gelbes oder schwarz-beigefarbenes Streifenmuster.

## Verbreitung
Die Art ist in der Paläarktis verbreitet. Sie ist in Europa weit verbreitet. Im Norden reicht ihr Vorkommen bis auf die Britischen Inseln und den Süden von Skandinavien. Im Osten reicht das Verbreitungsgebiet bis nach Sibirien.

## Lebensweise
Die Schmetterlingsart findet man hauptsächlich in Eichenwäldern und in Heidelandschaft mit niedrig wachsenden Eichen. Die Schmetterlinge fliegen im Frühjahr in den Monaten Januar bis April. Die (männlichen) Falter werden von Lichtquellen angelockt. Die flugunfähigen Weibchen klettern in der Zeit die Baumstämme empor, wo sie von den Männchen angeflogen werden. Die Raupenzeit dauert von April bis Anfang Juni. Die Raupen ernähren sich polyphag von verschiedenen Laub- und Obstbäumen, insbesondere von Eichen, darunter Stieleiche (Quercus robur), Traubeneiche (Quercus petraea) und Flaumeiche (Quercus pubescens). Daneben werden die Zitterpappel (Populus tremula) sowie Buchen als Raupennahrungspflanzen genannt.

## Taxonomie
In der Literatur finden sich folgende Synonyme:
- Geometra leucophaearia Denis & Schiffermüller, 1775
- Erannis leucophaearia Denis & Schiffermüller, 1775